# Amérique britannique
1607–1783
Entités précédentes :
- Nouvelle-France
- Nouvelle-Hollande
- Nouvelle-Suède
- Floride espagnole

Entités suivantes :
- Amérique du Nord britannique
- États-Unis d'Amérique
- Floride espagnole
- Antilles britanniques

L'Amérique britannique (en anglais : British America) désignait l'ensemble des territoires de l'Empire anglais puis de l'Empire britannique sur le continent américain au cours des XVIIIe et XIXe siècles. À partir de 1783, l'Amérique du Nord britannique se distinguait des Antilles britanniques.
Au début de la révolution américaine en 1775, l'Empire britannique possédait vingt colonies au nord-est de la Nouvelle-Espagne (maintenant partie du Mexique et de l'Ouest américain). La Floride occidentale est cédée à l'Espagne par le traité de Paris de 1783, achevant la guerre d'indépendance américaine. 

## Histoire

Carte britannique d'Amérique du Nord, 1710

En 1583, une première expédition anglaise menée par Sir Humphrey Gilbert prit possession de Terre-Neuve au nom de la couronne d'Angleterre, mais ce fut un échec.
En 1584, Sir Walter Raleigh organisa en éclaireur une nouvelle expédition. En avril 1585, il envoya Sir Richard Grenville pour une seconde expédition qui fonda le tout premier établissement anglaise dans le nouveau continent, sur l'île de Roanoke, dans l'actuelle Caroline du Nord. La Colonie de Roanoke ne survécut pas, puisqu'en 1590, quand un bateau de ravitaillement parvint jusqu'à l'île, il n'y avait plus personne.
Entre 1606 et 1670, un certain nombre de colonies anglaises se sont établies sur les terres des Amérindiens en Amérique du Nord selon des accords donnés par le roi Jacques Ier(En Écosse Jacques VI), puis roi Charles Ier, le Parlement et enfin le roi Charles II.
La première colonie permanente est fondée à Jamestown par la Virginia Company en 1607. Le nom de Jamestown a été attribué en l'honneur du roi Jacques Ier (James en anglais). En 1620, le pasteur John Robinson organise l'expédition du Mayflower, qui compte 102 passagers, parmi lesquels 35 dissidents religieux anglais, appelés Pilgrim fathers (Pères pèlerins), ainsi que d'autres dissidents européens, qui fuient les persécutions religieuses en Europe. Ils sont à l'origine de la colonie de Plymouth.

## Colonies de l'Amérique septentrionale en 1775

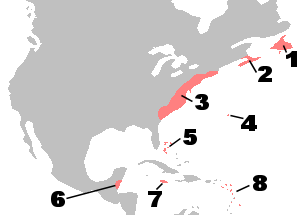
Possessions vers 1750 :

### LesTreize Colonies
Situées sur la côte atlantique, elles formeront les États-Unis d'Amérique. 
Colonies de Nouvelle-Angleterre
- Province de la baie du Massachusetts
- Province du New Hampshire
- Colonie de Rhode Island et des plantations de Providence

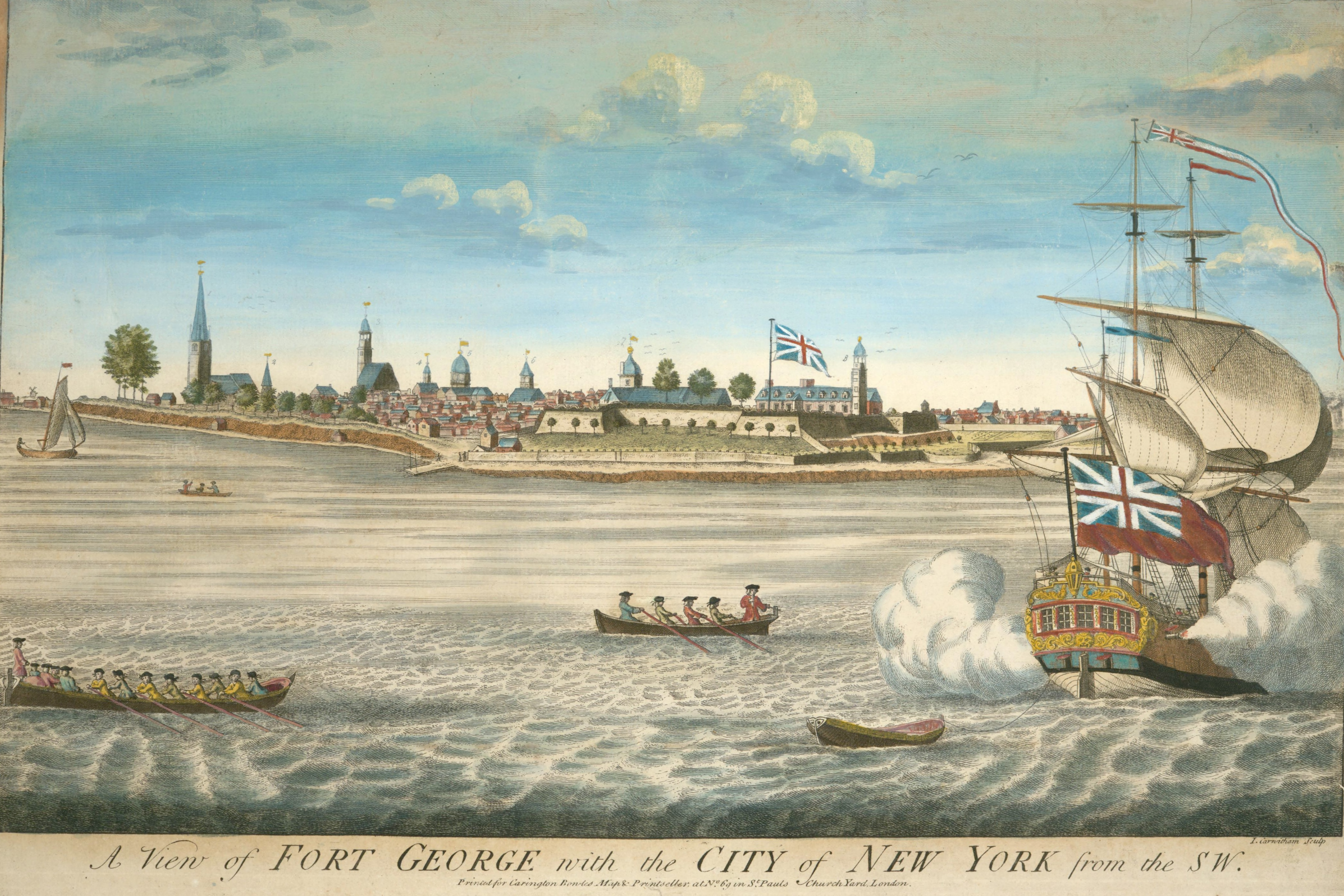
Vue du Fort George et de la ville de New York circa 1731

- Colonie du Connecticut

Colonies du Centre
- Province du New Jersey
- Province de New York
- Province de Pennsylvanie
- Colonie du Delaware

Colonies du Sud
- Province du Maryland
- Colonie de Virginie
- Province de Caroline du Nord
- Province de Caroline du Sud
- Province de Géorgie

### Les colonies du Saint-Laurent
Situées dans le bassin versant du fleuve Saint-Laurent et du golfe du Saint-Laurent, elles formeront le Canada. Elles sont principalement d'anciens territoires français. 
- Province de Québec
- Colonie de la Nouvelle-Écosse
- Colonie de l'Île-Saint-Jean
- Colonie de Terre-Neuve

### Les Florides
Elles seront cédées à l'Espagne. 
- Province de Floride orientale
- Province de Floride occidentale

### Les territoires autochtones
Le premier territoire fera partie des États-Unis et les autres, du Canada. 
- Réserve indienne de 1763 (en)
- Terre de Rupert
- Territoires arctiques britanniques

## Colonies des Antilles en 1783
Les Divisions de la Îles-sous-le-Vent britanniques
- Saint-Christophe (de facto capitale)
- Antigua
- Barbuda
- Îles Vierges britanniques
- Montserrat
- Niévès
- Anguilla

Île de la Jamaïque et ses dépendances
- Colonie de la Jamaïque
- Côte des Mosquitos
- Islas de la Bahía
- Îles Caïmans

- Autres possessions dans les Antilles britanniques:

- Colonie des Bahamas
- L'île de la Barbade
- L'île de la Grenade
- L'île de Saint-Vincent (détaché de Grenade en 1776)
- Tabago (détaché de Grenade en 1768)
- Dominique (détaché de Grenade en 1770)